# Pukol
Pukol (Lagerstroemia), česky též lagerstrémie, je rod rostlin z čeledi kyprejovité. Jsou to keře a stromy s jednoduchými střídavými nebo vstřícnými listy a nápadnými květy s mnoha tyčinkami, uspořádanými v bohatých květenstvích. Rod zahrnuje asi 55 druhů a je rozšířen v tropické a subtropické Asii, jeden druh roste v Austrálii. Pukoly jsou v tropech a subtropech pěstovány jako okrasné dřeviny. V tropické Asii jsou zdrojem kvalitního dřeva a zejména v Indii mají široké využití v místní medicíně.

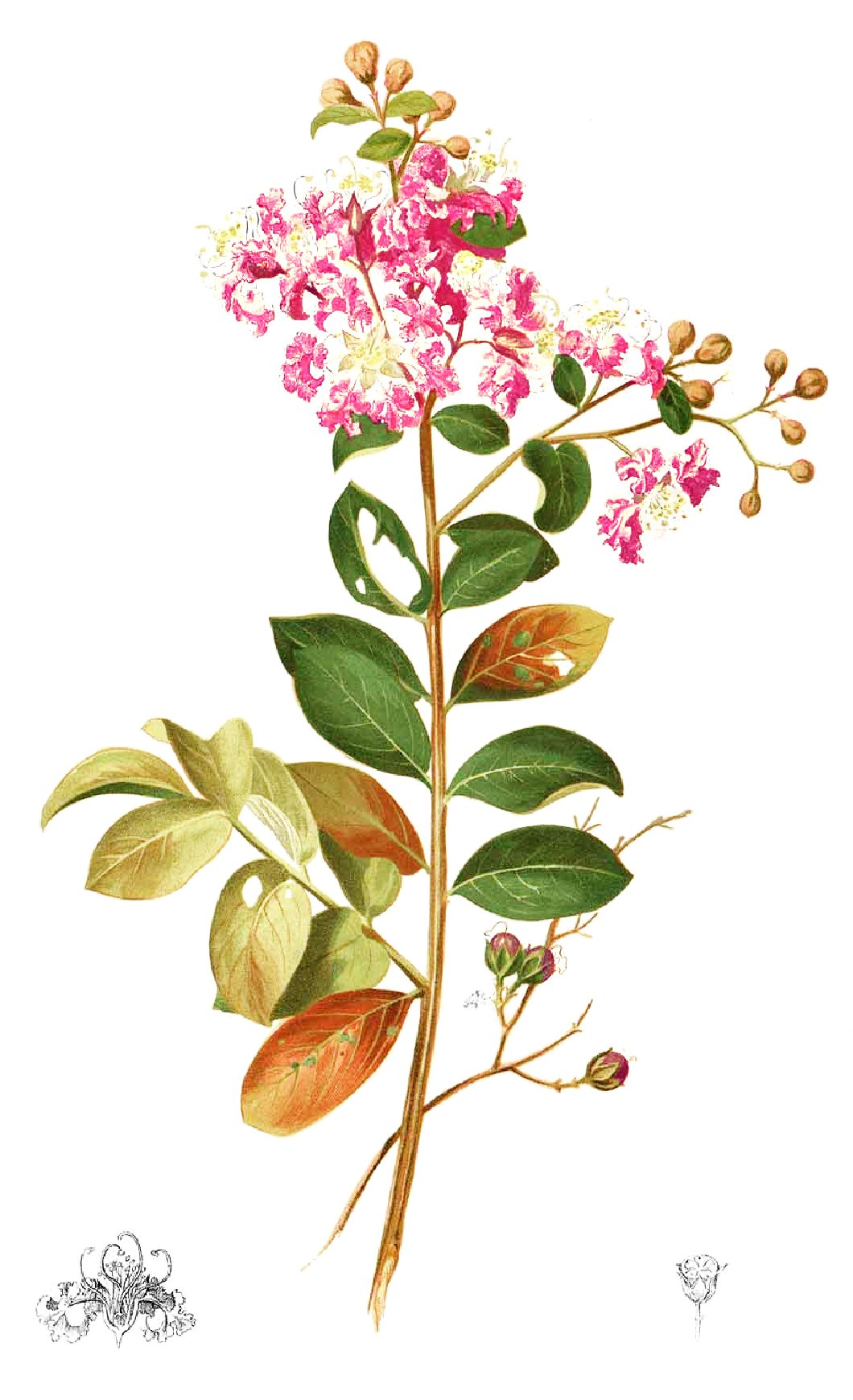
Pukol okrouhlolistý na ilustraci z roku 1880

## Popis
Pukoly jsou vesměs opadavé nebo poloopadavé keře a stromy, dorůstající v některých případech výšky až 45 metrů. Mladé větévky jsou většinou čtyřhranné, lysé nebo chlupaté. Listy jsou jednoduché, střídavé nebo vstřícné, řapíkaté, celistvé a celokrajné. Palisty jsou drobné a opadavé nebo chybějí. Květy jsou pravidelné, zvonkovité až kuželovité, nejčastěji 6 četné, příp. 5 až 9 četné, uspořádané ve vrcholových a úžlabních latovitých květenstvích. Kalich je zvonkovitý až nálevkovitý, srostlý s češulí, na vrcholu s trojúhelníkovitými cípy. Někdy jsou mezi kališními cípy ještě cípy kalíšku. Báze kališní trubky je úzká a protáhlá a připomíná květní stopku. Korunní lístky jsou nehetnaté, svraskalé, růžové, purpurové nebo bílé. Tyčinek je mnoho a přirůstají při bázi kališní trubky. Většinou jsou dvoutvárné, delší a kratší. Semeník je přisedlý, srostlý nejčastěji ze 6 plodolistů. Čnělka je tenká a dlouhá, vyčnívající, zakončená drobnou hlavatou bliznou. Plodem je suchá, polodřevnatá tobolka pukající 3 až 6 chlopněmi, na bázi obklopená vytrvalou květní trubkou. Plody obsahují mnoho křídlatých semen.

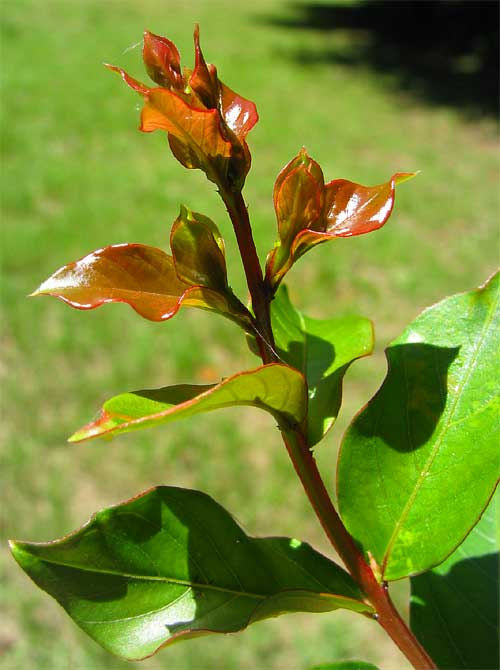
Mladý výhon pukolu okrouhlolistého
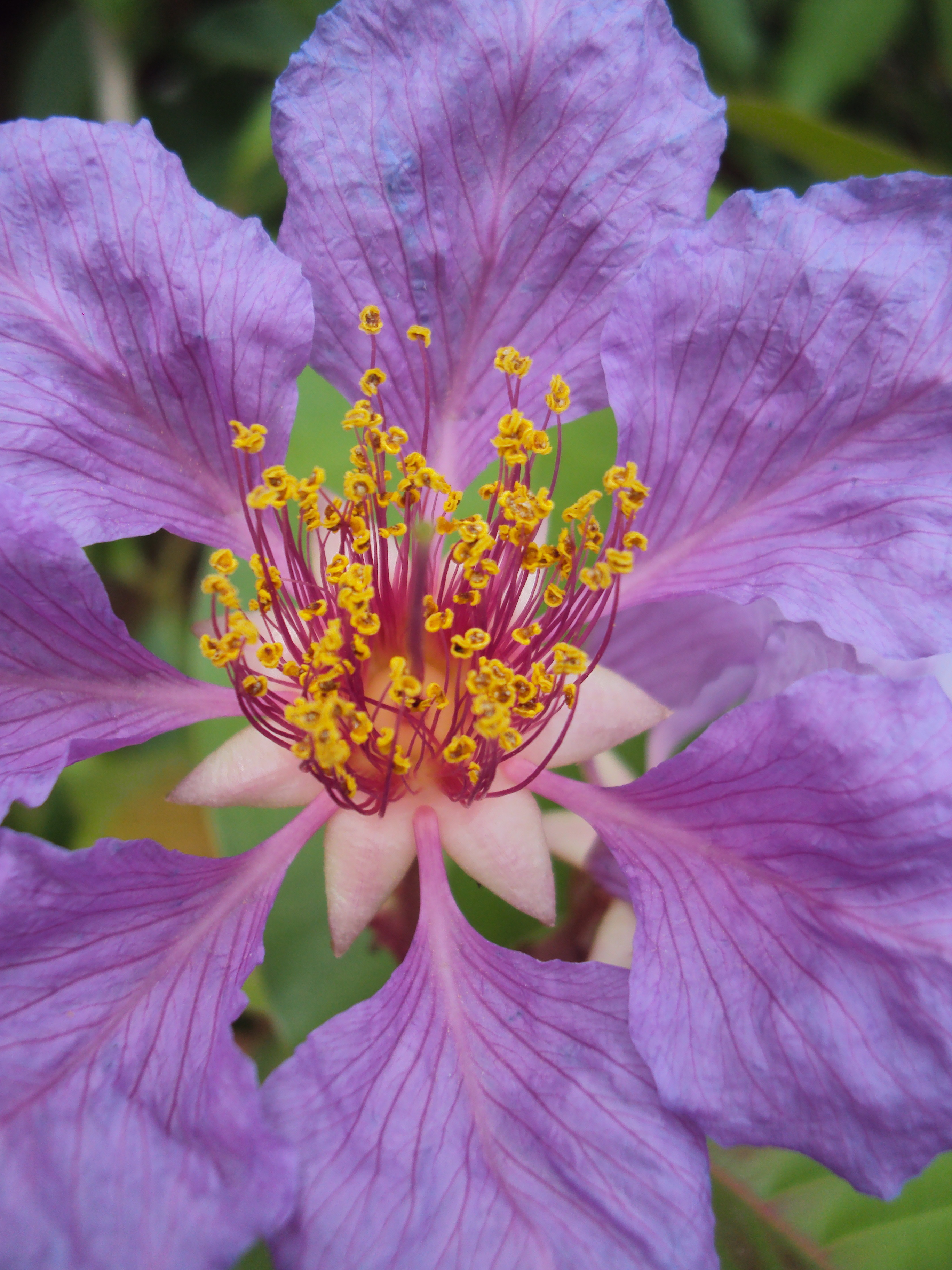
Detail květu pukolu nádherného (L. speciosa)
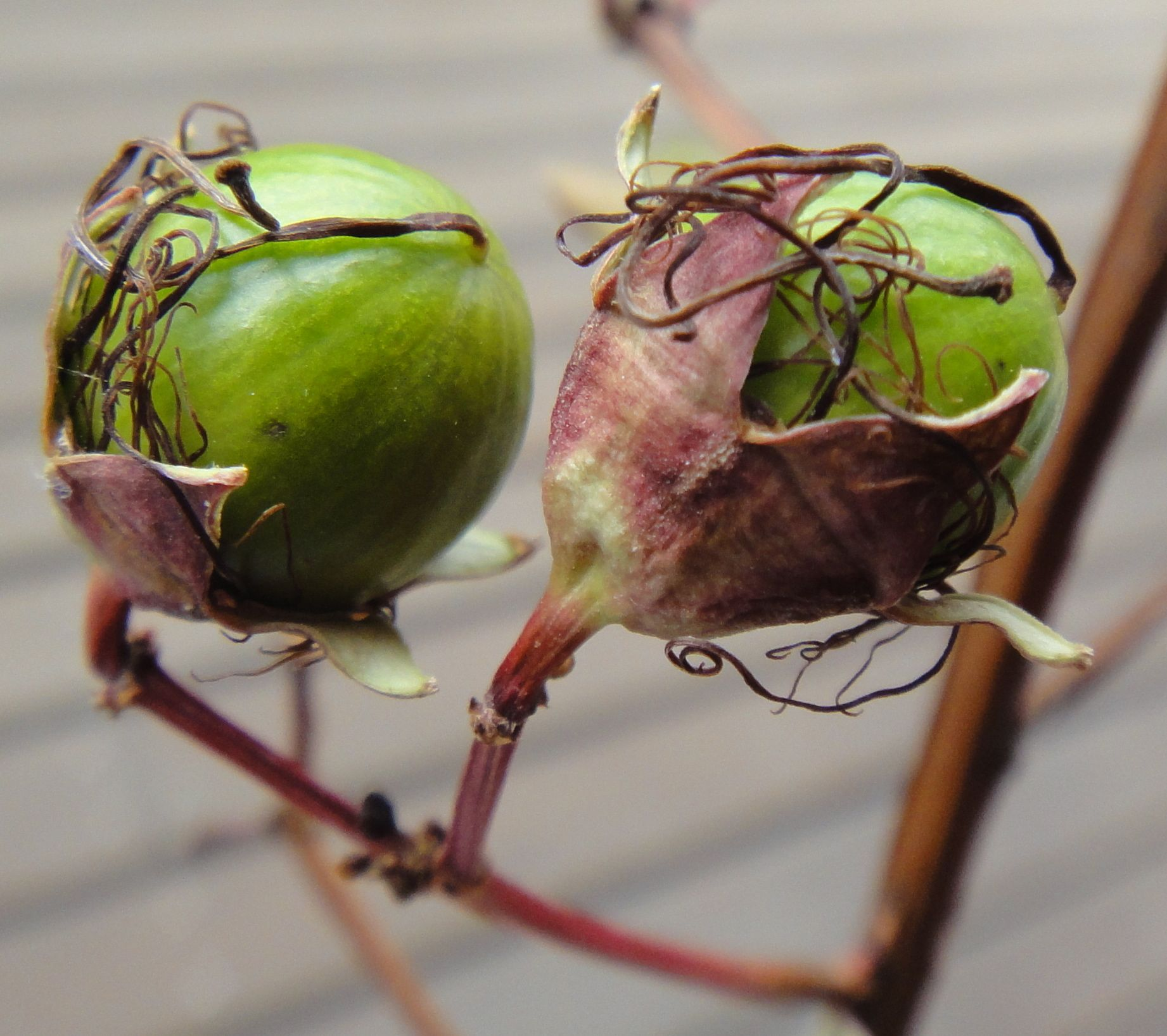
Nedozrálé plody pukolu

## Rozšíření
Rod pukol zahrnuje asi 55 druhů a je to největší asijský rod čeledi kyprejovité. Je rozšířen v tropické a subtropické Asii od Indie po Čínu, Japonsko a Malajsii. Druh L. archeriana roste jako jediný původní druh tohoto rodu v Austrálii. Je rozšířen ve východní (poloostrov Cape York) a severní (Kimberley) části kontinentu. Z Číny je udáváno 15 druhů, z toho 8 endemických. V Malajsii roste 11 původních druhů. V Japonsku roste pukol ve 2 druzích (L. subcostata a L. fauriei) na ostrově Kjúšú, Jakušima a na ostrovech Rjúkjú.

## Ekologické interakce
Květy pukolů netvoří nektar a jsou opylovány zejména různými většími druhy včel sbírajících pyl. V květech jsou 2 typy tyčinek, na nichž se v prašnících vytvářejí 2 různé typy pylu. Zatímco delší tyčinky vytvářejí pyl sloužící k reprodukci rostlin, na kratších tyčinkách se vytváří neklíčivý pyl sloužící výhradně jako výživa opylovačům. Tento pyl je pro opylovače celkově stravitelnější, je méně dehydrovaný, má pórovitější povrch a vyšší obsah glukózy oproti sacharóze. Křídlatá semena jsou šířena větrem.

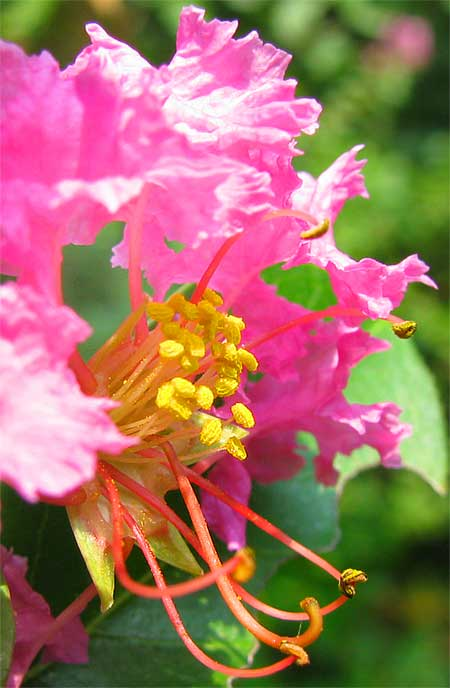
Květ pukolu okrouhlolistého s dvoutvárnými tyčinkami

## Zástupci
- pukol nádherný (Lagerstroemia speciosa)
- pukol okrouhlolistý (Lagerstroemia indica), též pukol indický
- pukol plstnatý (Lagerstroemia tomentosa)
- pukol prostřední (Lagerstroemia intermedia)

## Význam
Pukoly nápadně kvetou a jsou pěstovány v tropech a subtropech jako okrasné dřeviny. Mezi nejčastěji pěstované druhy náleží pukol okrouhlolistý (Lagerstroemia indica), pukol nádherný (L. speciosa) a druhy L. macrocarpa a L. floribunda. Byly vyšlechtěny i různé kulturní hybridy, odvozené zejména od L. indica. Jsou pěstovány také ve sklenících některých českých botanických zahrad.
Dřevo L. balansae a příbuzných druhů je obchodováno pod názvem bang lang. Je dobře opracovatelné, dekorativní, zaměnitelné za ořech. Stářím silně tmavne. V Malajsii je dřevo různých druhů těženo pod názvem bungor. Je využíváno zejména na obklady, truhlářské práce a lodní paluby.
Pukol nádherný (L. speciosa, syn. L. flos-reginae) má v indické medicíně poměrně široké využití. Semena mají narkotické účinky, kořeny se používají jako adstringens a stimulans, plody na afty, listy jako diuretikum a purgativum a kůra při průjmech a bolestech břicha. Menší význam mají i jiné druhy, zejména pukol okrouhlolistý (L. indica) a L. parviflora.

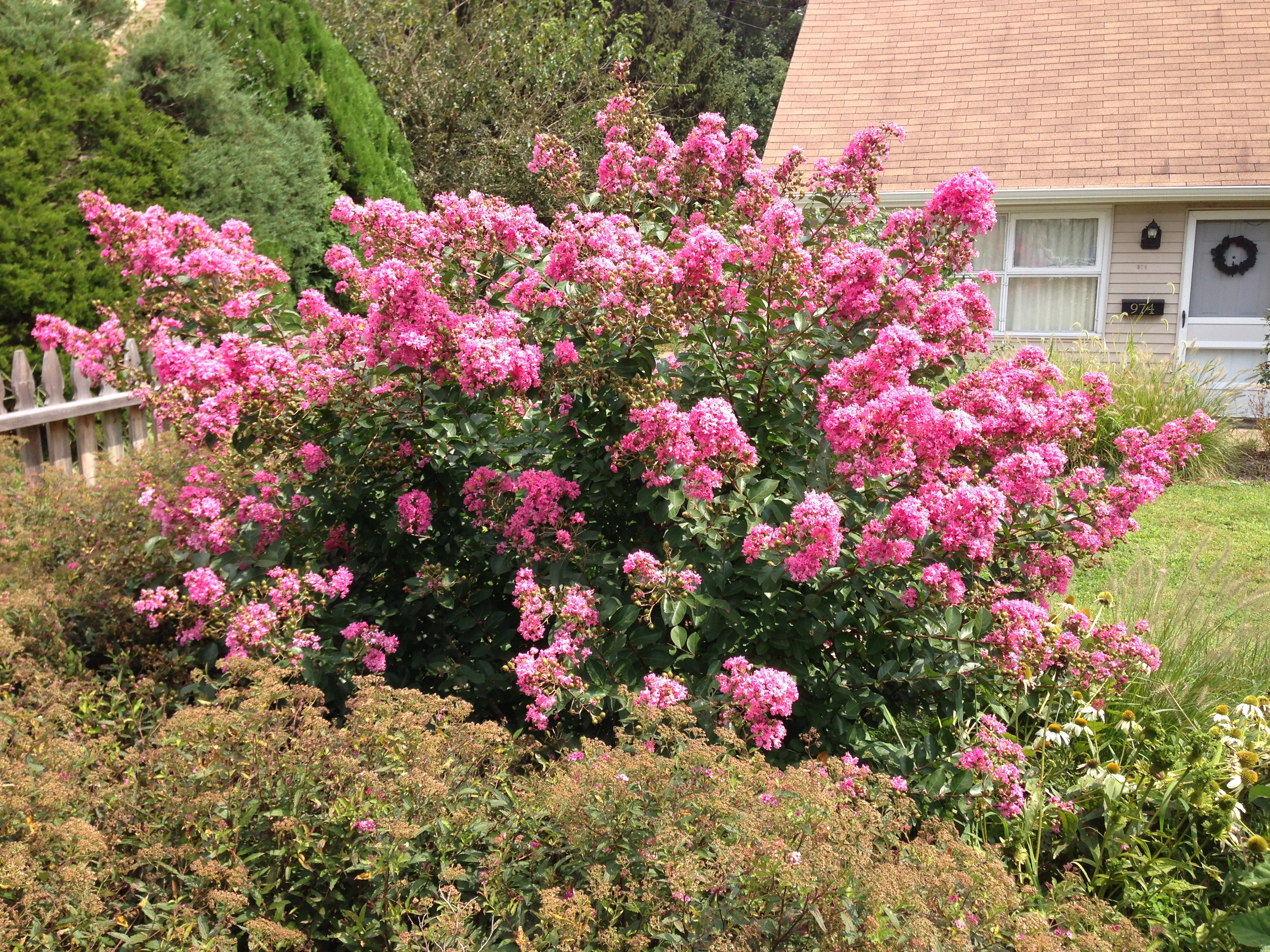
Rozkvetlý pukol
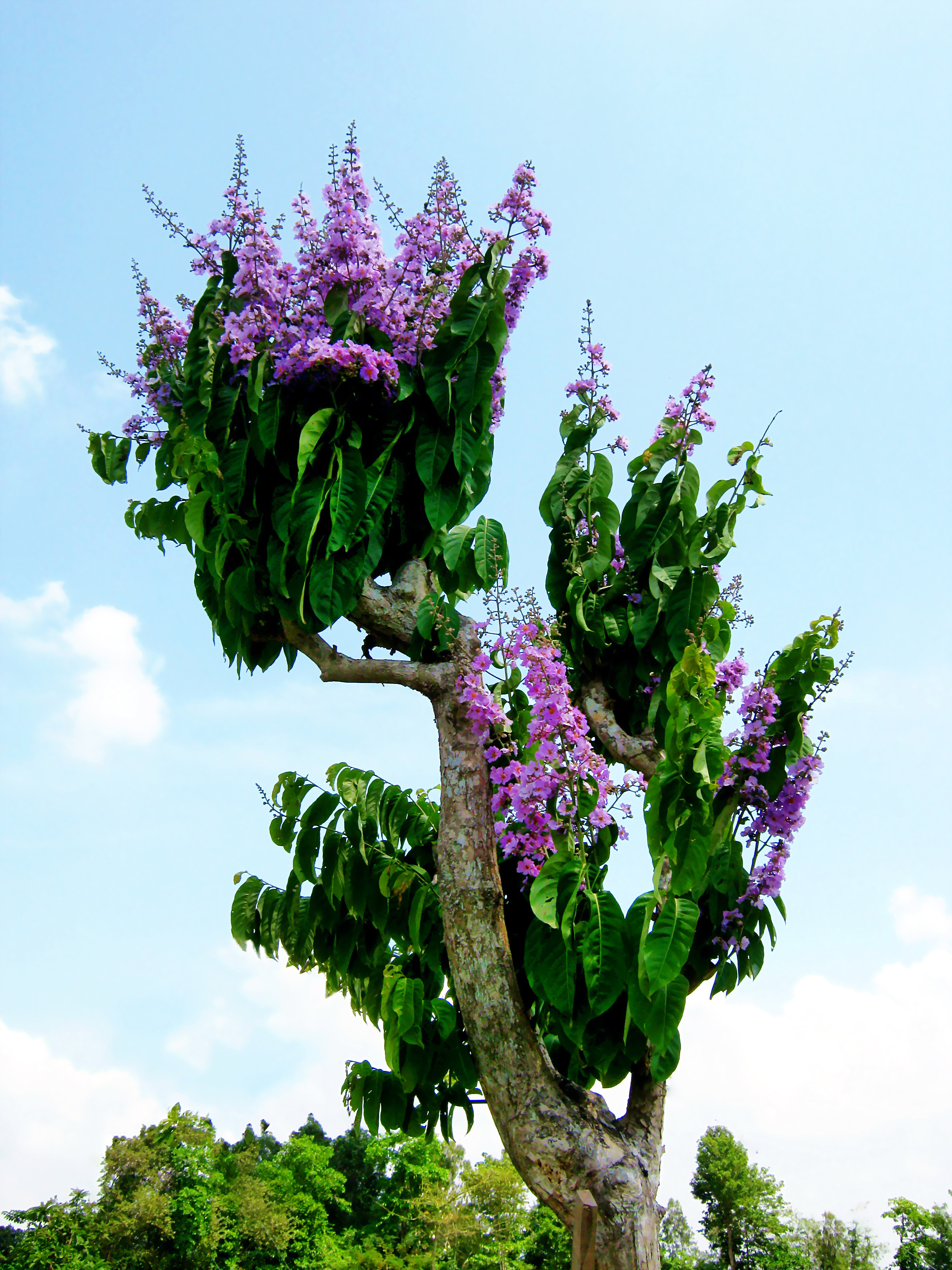
Silně prořezaný pukol nádherný
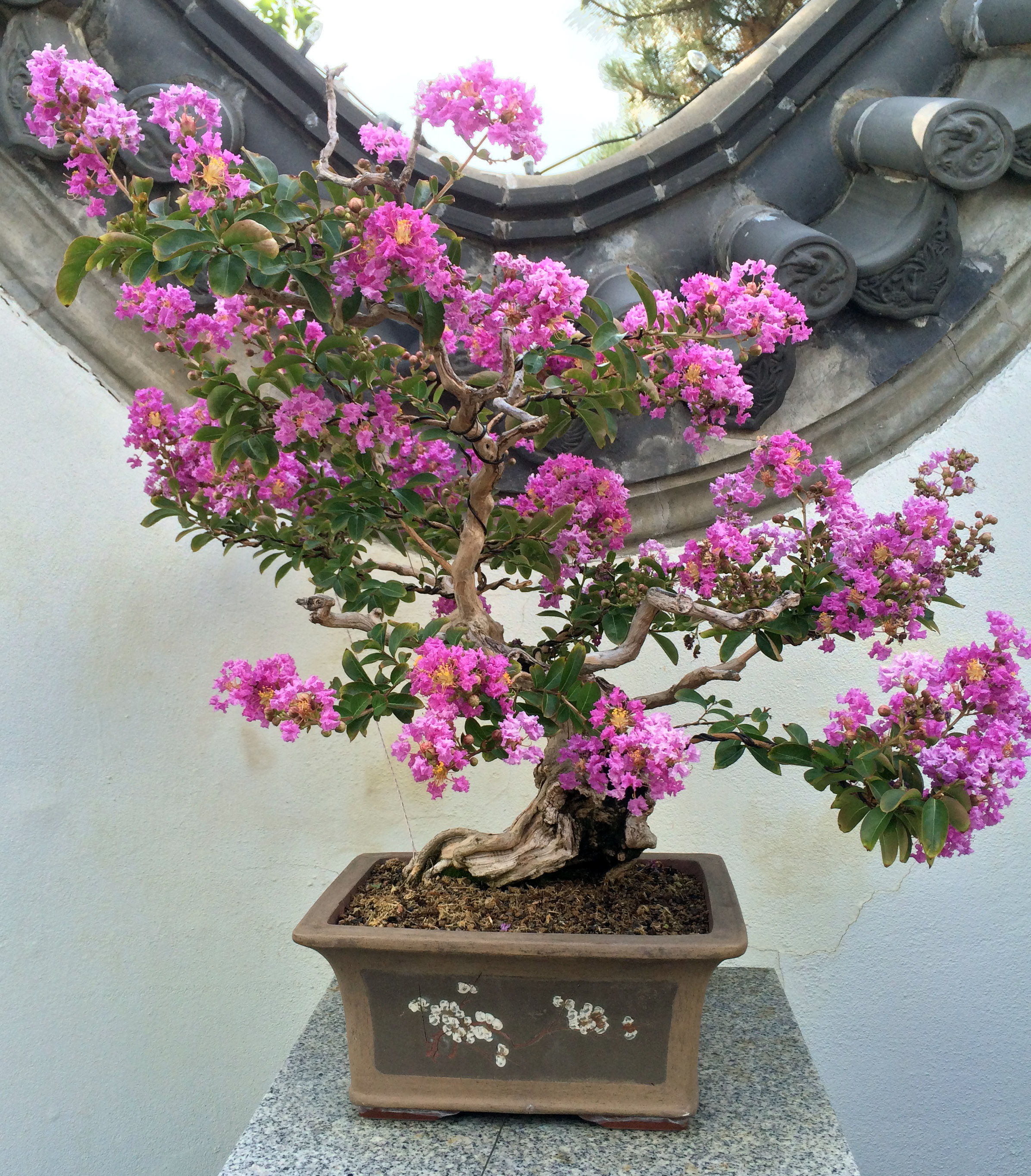
Pukol okrouhlolistý jako bonsai
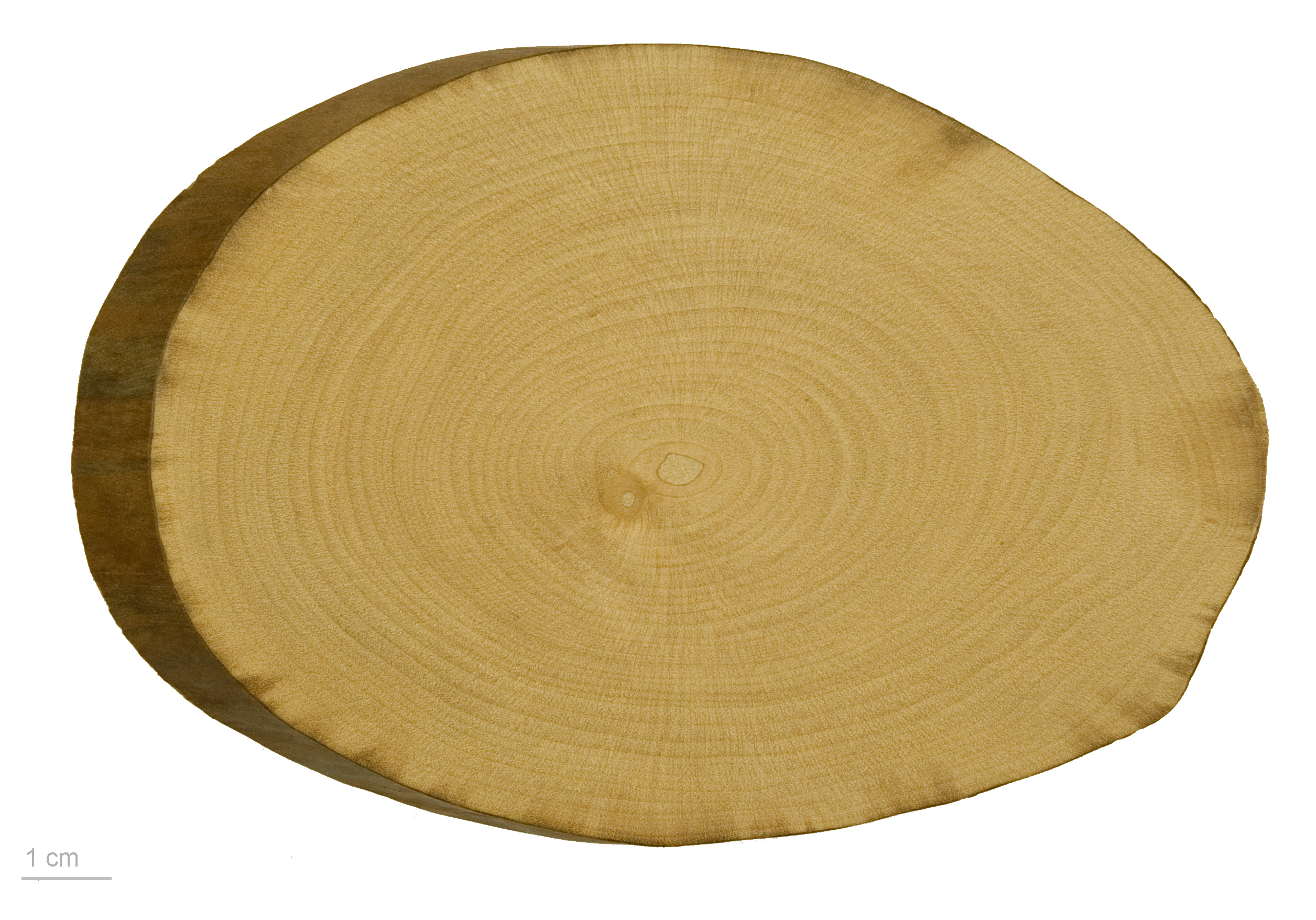
Dřevo pukolu okrouhlolistého